# Scolopendra spinosissima
Scolopendra spinosissima (лат.) — вид губоногих многоножек (Chilopoda) из рода сколопендры (Scolopendra). Эндемик, ареалом которого является тропическая часть Филиппин. В отличие от близкого вида Scolopendra paradoxa отростки в основании предбёдер последних ног менее длинные и более широкие. Свободный край коксоплевры короткий. Стерниты без парамедианных бороздок.